# Raymond John Lahey
Raymond John Lahey, auch Raymond J. Lahey, (* 29. Mai 1940 in St. John’s, Neufundland, Kanada; † 10. April 2022 in Montreal) war römisch-katholischer Bischof von Antigonish in Nova Scotia, Kanada.

## Leben
Raymond John Lahey studierte an der Universität Ottawa und machte in Theologie 1961 seinen Bachelor (B.Th.) und 1963 sein Lizenziat (L.Th.). Am 13. Juni 1963 empfing er die Priesterweihe. 1966 machte er seinen Ph.D. mit magna cum Laude und war zunächst Assistenzprofessor für Religionswissenschaften an der Memorial University of Newfoundland, später Associate Professor sowie Mitglied des Senates.
Nach Tätigkeit als Generalvikar im Erzbistum St. John’s wurde Lahey 1985 durch Papst Johannes Paul II. zum Ehrenprälaten ernannt.
Am 5. Juli 1986 erfolgte die Ernennung zum Bischof des Bistums Saint Georges, seit 2007 Bistum Corner Brook und Labrador in Neufundland. Die Bischofsweihe in Corner Brook spendete ihm am 3. August 1986 Alphonsus Liguori Penney, Erzbischof von St. John’s; Mitkonsekratoren waren Joseph Faber MacDonald, Bischof von Grand Falls, und sein Amtsvorgänger Richard Thomas McGrath. Am 5. April 2003 ernannte ihn Papst Johannes Paul II. zum Bischof von Antigonish. Die Amtseinführung fand am 12. Juni desselben Jahres statt.
Er engagierte sich in zahlreichen Organisationen, unter anderem war er Chancellor der Saint Francis Xavier University und Mitglied der American Academy of Religion.
Lahey wurde im September 2009 am Flughafen Ottawa wegen Einfuhr und Besitzes von Kinderpornografie festgenommen und gegen Kaution wieder freigelassen; ihm wurde auferlegt, keine Parks zu besuchen und das Internet nicht zu nutzen. Sein Rücktrittsgesuch wurde am 26. September 2009 durch Papst Benedikt XVI. angenommen. Die Hauptverhandlung im Strafverfahren wurde für den 26. April 2011 festgesetzt. Am 4. Mai 2011 legte er vor dem Gerichtshof von Ottawa ein umfassendes Geständnis ab.
Im Dezember 2011 forderte die Anklage eine Freiheitsstrafe zwischen 18 und 22 Monaten, gefolgt von einer zweijährigen Bewährungszeit. Am 4. Januar 2012 wurde Lahey zu 15 Monaten Freiheitsstrafe verurteilt. Da er bereits acht Monate in Untersuchungshaft verbracht hatte und diese doppelt angerechnet wurde, verfügte das Gericht Laheys Freilassung.
Der Vatikan versetzte den emeritierten Bischof im Mai 2012 in den Laienstand.

## Schriften
- Raymond J. Lahey: The First Thousand Years: A Brief History of the Catholic Church in Canada, Twenty-Third Publications 2002, ISBN 2895072353